# Over-Betuwe

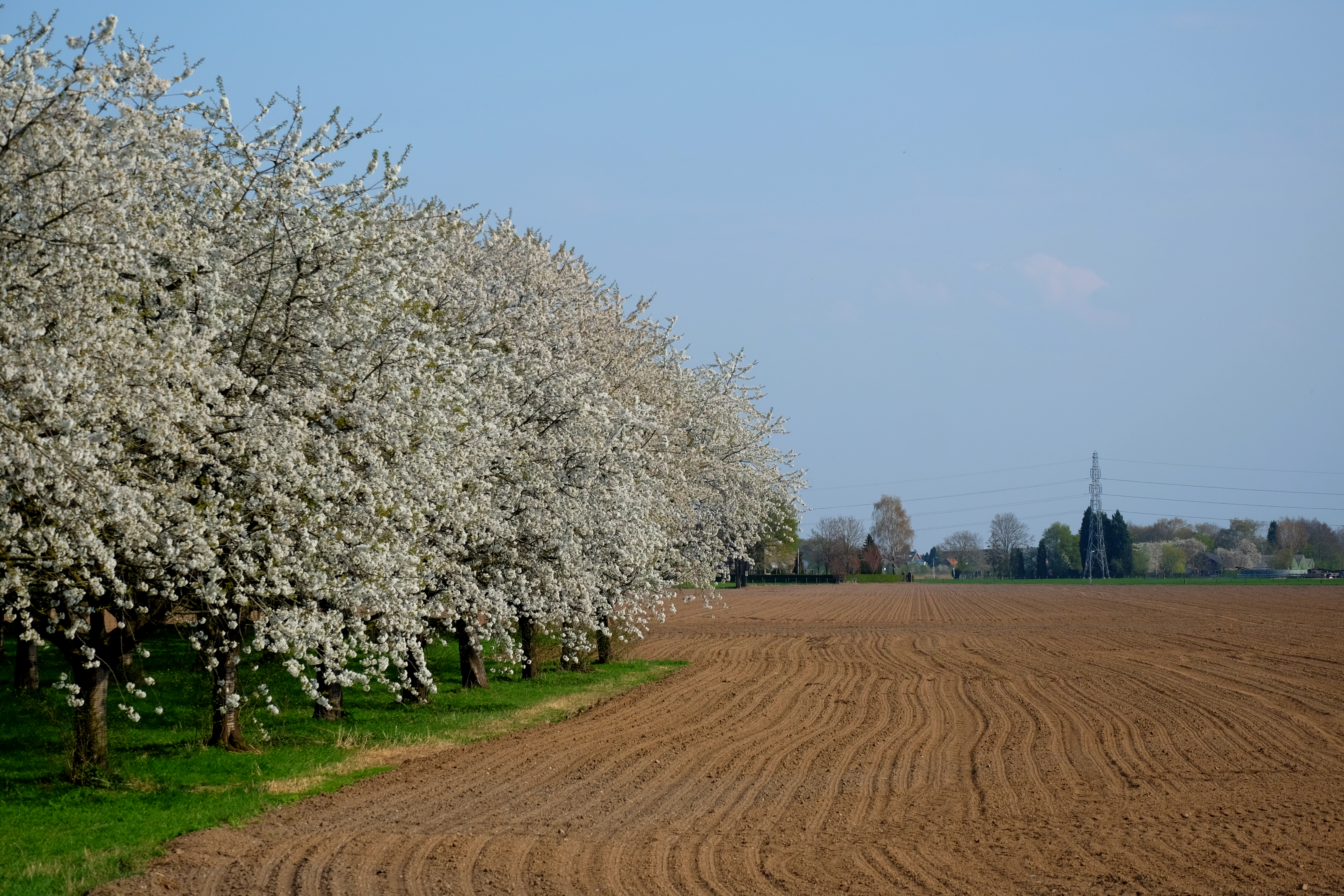
Een typisch Over-Betuws landschap, met onder andere een boomgaard met zoete kers in Haalderen (gemeente Lingewaard).

De Over-Betuwe is een kleine streek in Nederland, in de provincie Gelderland. De streek ligt in het Gelderse rivierengebied en vormt het oostelijke deel van de grotere landstreek de Betuwe. De Over-Betuwe bestaat uit de gemeente Overbetuwe, het stadsdeel Nijmegen-Noord (gemeente Nijmegen), het stadsdeel Arnhem-Zuid (gemeente Arnhem) en de gemeente Lingewaard, afgezien van de Middelwaard. Het plaatselijke dialect van de Over-Betuwe is het Overbetuws.

## Schrijfwijze
De naam Over-Betuwe wordt soms gespeld als Overbetuwe (aan elkaar, zonder koppelteken). Dit kan voor verwarring zorgen, want met het woord Overbetuwe wordt meestal de gemeente Overbetuwe bedoeld. Wanneer men spreekt over 'de Overbetuwe' (met 'de' ervoor) wordt dikwijls de streek bedoeld (de Over-Betuwe). Als men het heeft over 'Overbetuwe' (zonder 'de' ervoor), dan wordt de gemeente bedoeld. Tevens wordt de streeknaam af en toe geschreven als Over Betuwe (zonder koppelteken, maar met een spatie).

## Geografie

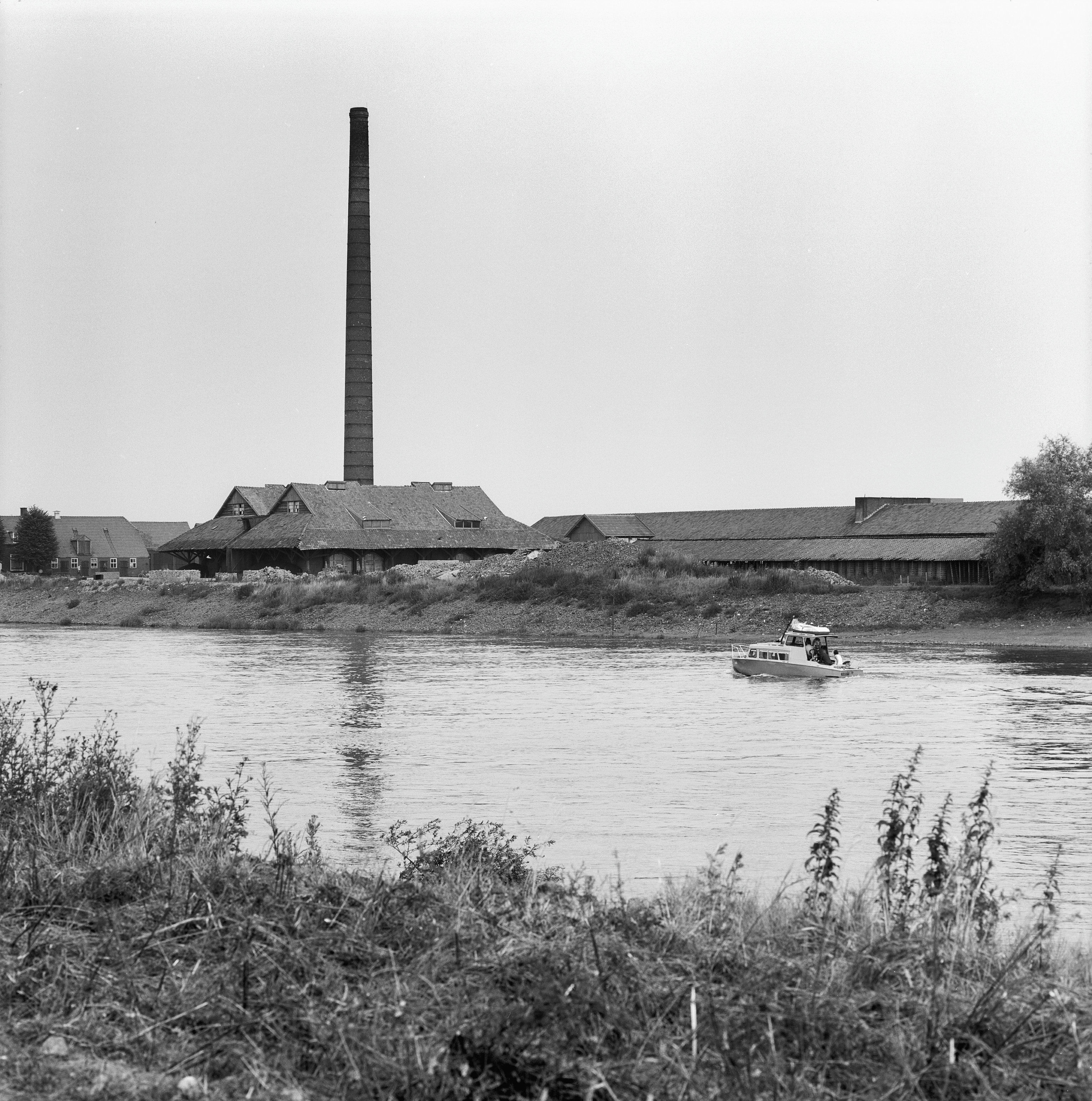
Steenfabriek 'Randwijk' aan de Nederrijn in Heteren (gemeente Overbetuwe).

De Over-Betuwe wordt in het zuiden begrensd door de Waal en in het noorden en noordoosten door de Nederrijn. In het zuidoosten wordt de streek begrensd door het Pannerdensch Kanaal (een voortzetting van de Rijn). De westgrens van de Over-Betuwe valt samen met de grens tussen de gemeentes Overbetuwe en Neder-Betuwe; dit is tevens de grens tussen de Over-Betuwe en de streek de Neder-Betuwe.
Dwars door de Over-Betuwe (van oost naar west) stroomt de rivier de Linge; deze rivier ontspringt uit het Pannerdensch Kanaal bij Doornenburg. Een ander belangrijk lijnvormig landschapselement is de goederenspoorlijn de Betuweroute, die ook dwars door de streek loopt. Bekende Over-Betuwse plaatsen zijn onder andere Huissen, Elst, Bemmel, Heteren, Gendt, Zetten en Lent. De steden Arnhem en Nijmegen hebben door annexaties en stadsuitbreidingen allebei een stadsdeel in de Over-Betuwe liggen (respectievelijk Arnhem-Zuid en Nijmegen-Noord); hun stadskernen liggen niet in de streek.

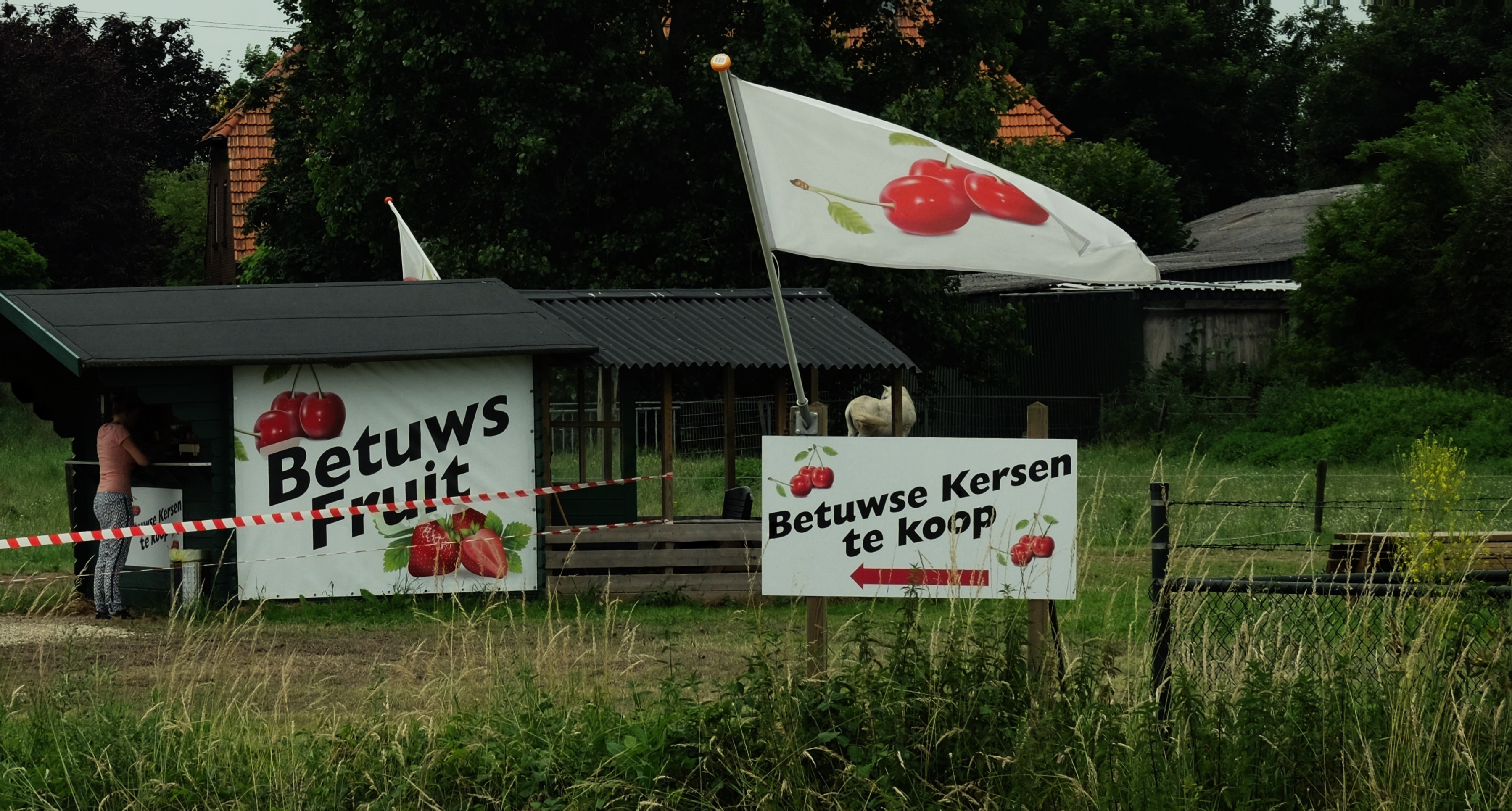
Een Betuwse streekfruitkraam tijdens het kersenseizoen, in de wijk Oosterhout in Nijmegen-Noord (gemeente Nijmegen).

Het type landschap dat dominant is in de Over-Betuwe is het Betuwse rivierlandschap. De bodems die in het gebied voorkomen ontlenen zich bijzonder goed voor de tuinbouw, waar de streek onder andere bekend om staat. Met name de fruitteelt en glastuinbouw worden in de Over-Betuwe van oudsher al veel bedreven. Het appelras de Elstar en het pruimenras de Eldense Blauwe zijn bekende fruitrassen die uit de Over-Betuwe komen. Ook de boomteelt is een veelvoorkomende tak van de tuinbouw in de streek. Uit de bodems van de Over-Betuwse uiterwaarden werd in het bijzonder in de 19e eeuw op grootschalige wijze rivierklei gewonnen voor de baksteenindustrie, die in de regio flink tot bloei was gekomen en bij het karakter van de streek was gaan horen. De hoge schoorstenen van de steenfabrieken zijn op enkele plaatsen blijven staan en zijn industrieel erfgoed geworden.

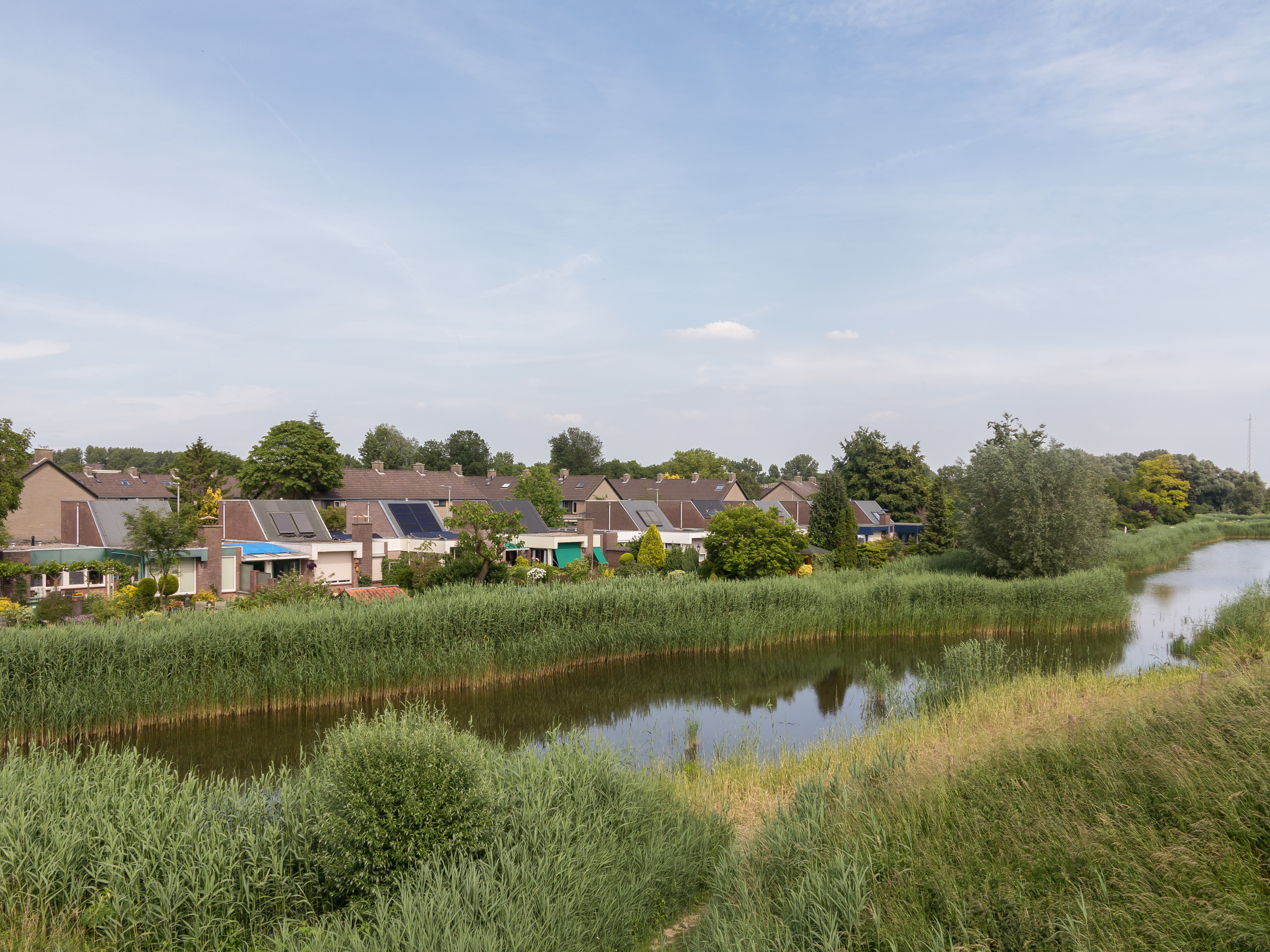
Uitzicht vanaf de Huissensedijk op een rietkraag langs de buurt Vredenburg in Arnhem-Zuid (gemeente Arnhem).

De Over-Betuwe bevat zowel landelijk als urbaan gebied. Vooral het landelijk gebied van het westelijke deel van Lingewaard, het oostelijke deel van Overbetuwe en de stadsdelen Arnhem-Zuid en Nijmegen-Noord zijn vooral sinds de jaren negentig sterk aan het urbaniseren, waardoor de streek veel van haar streekeigen karakter en landschap aan het verliezen is. Het Over-Betuwse landschapspark Park Lingezegen is mede ontwikkeld om te voorkomen dat Arnhem en Nijmegen aan elkaar groeien. Verscheidene woonkernen in de streek zijn daarenboven al aan elkaar vastgegroeid door de realisatie van relatief grote nieuwbouwprojecten. In ruwweg de oostelijke helft van de Over-Betuwe is nagenoeg al het buitendijkse grondgebied onderdeel van het Natura2000-gebied de Gelderse Poort. Ook enkele zeer kleine aanliggende binnendijkse terreinen van de streek zijn aan dit natuurgebied toegevoegd.

### Voormalig grondgebied
In het westelijke deel van de streek de Liemers liggen gebieden die oorspronkelijk bij de Over-Betuwe hoorden. Tot de aanleg van het Pannerdensch Kanaal in 1709 behoorde het grondgebied van de voormalige gemeente Rijnwaarden (op het Gelders Eiland) tot de Over-Betuwe. Na deze aanpassing van de waterloop raakte dit gebied veel meer op de stad Zevenaar georiënteerd en werd het niet meer ingedeeld bij de Over-Betuwe, maar bij de Liemers. Daarentegen waren er, met name in het begin, wel verschillen in het dialect merkbaar. Sinds 2018 is de voormalige gemeente Rijnwaarden toegevoegd aan de gemeente Zevenaar.
Tevens behoorde de Middelwaard bij Loo oorspronkelijk tot de Over-Betuwe. De Middelwaard is het enige deel van Lingewaard dat niet in de Over-Betuwe ligt, maar in de Liemers. Het betreft een smalle strook van buitendijks grondgebied, dat oorspronkelijk een klein riviereiland in de Rijn was. Na de 17e eeuw is dit eiland zich langzaam gaan verplaatsten naar de overzijde van de rivier, naar de kant van Loo. Daar zandde de Middelwaard aan, waardoor het nu tot de streek de Liemers wordt gerekend. Het eiland hoorde bij de voormalige gemeente Huissen en werd daarom beschouwd als onderdeel van de Over-Betuwe. Ondanks dat de Middelwaard in de Liemers kwam te liggen, is de gemeentegrens nooit door een gemeentelijke herindeling gewijzigd. De Middelwaard bleef bij de voormalige gemeente Huissen horen, die in 2000 opging in de gemeente Lingewaard.

## Polderdistrict

Het wapen van het polderdistrict Over-Betuwe.

In de periode 1838–1981 had de streek een gelijknamig, zelfstandig Nederlands waterschap: het polderdistrict Over-Betuwe. Voor 1838 werden de werkzaamheden van dit polderdistrict uitgevoerd door het ambt Over-Betuwe en de dijkstoel Over-Betuwe; beide bestuurslichamen waren al ingesteld in 1327. Aan het zelfstandige polderdistrict Over-Betuwe kwam een einde in 1982, toen het samen met het polderdistrict Neder-Betuwe fuseerde tot het polderdistrict Betuwe. Uiteindelijk is het polderdistrict Betuwe in 2002 opgegaan in het waterschap Rivierenland. Dit laatstgenoemde waterschap is het waterschap dat nog steeds verantwoordelijk is voor het waterbeheer in de streek de Over-Betuwe. Het archief van het polderdistrict Over-Betuwe bevindt zich in het Regionaal Archief Rivierenland in de Betuwse stad Tiel.
Het wapen dat het polderdistrict Over-Betuwe voerde omvat een gekroond wapenschild in sinopel met een kronkelende, zilveren dwarsbalk. De zilveren dwarsbalk verwijst naar de meanders in de rivierloop van de Waal bij de zuidgrens van de Over-Betuwe.
De blazoenering luidt als volgt:
In sinopel een geënte dwarsbalk van zilver. Het schild gedekt met een gouden kroon van drie bladeren en twee paarlen.

## Aangrenzende streken
| Aangrenzende landstreken | Aangrenzende landstreken | Aangrenzende landstreken | Aangrenzende landstreken | Aangrenzende landstreken |
| ------------------------ | ------------------------ | ------------------------ | ------------------------ | ------------------------ |
| Gelderse Vallei          |                          | Veluwe                   |                          |                          |
|                          |                          |                          |                          |                          |
| Neder-Betuwe             | Liemers                  |                          |                          |                          |
|                          |                          |                          |                          |                          |
| Land van Maas en Waal    |                          | Rijk van Nijmegen        |                          | De Duffelt               |

## Flora
De Over-Betuwe herbergt verscheidene autochtone metapopulaties van bijzondere plantensoorten. Zo vormt de streek een belangrijk kerngebied van eeuwenoude populaties van weidegeelster en akkergeelster. Ook zijn er nog autochtone relicten in de streek aanwezig van populaties van zeldzame akkerkruiden, waaronder eironde leeuwenbek, spiesleeuwenbek en kleine wolfsmelk.

## Fotogalerij

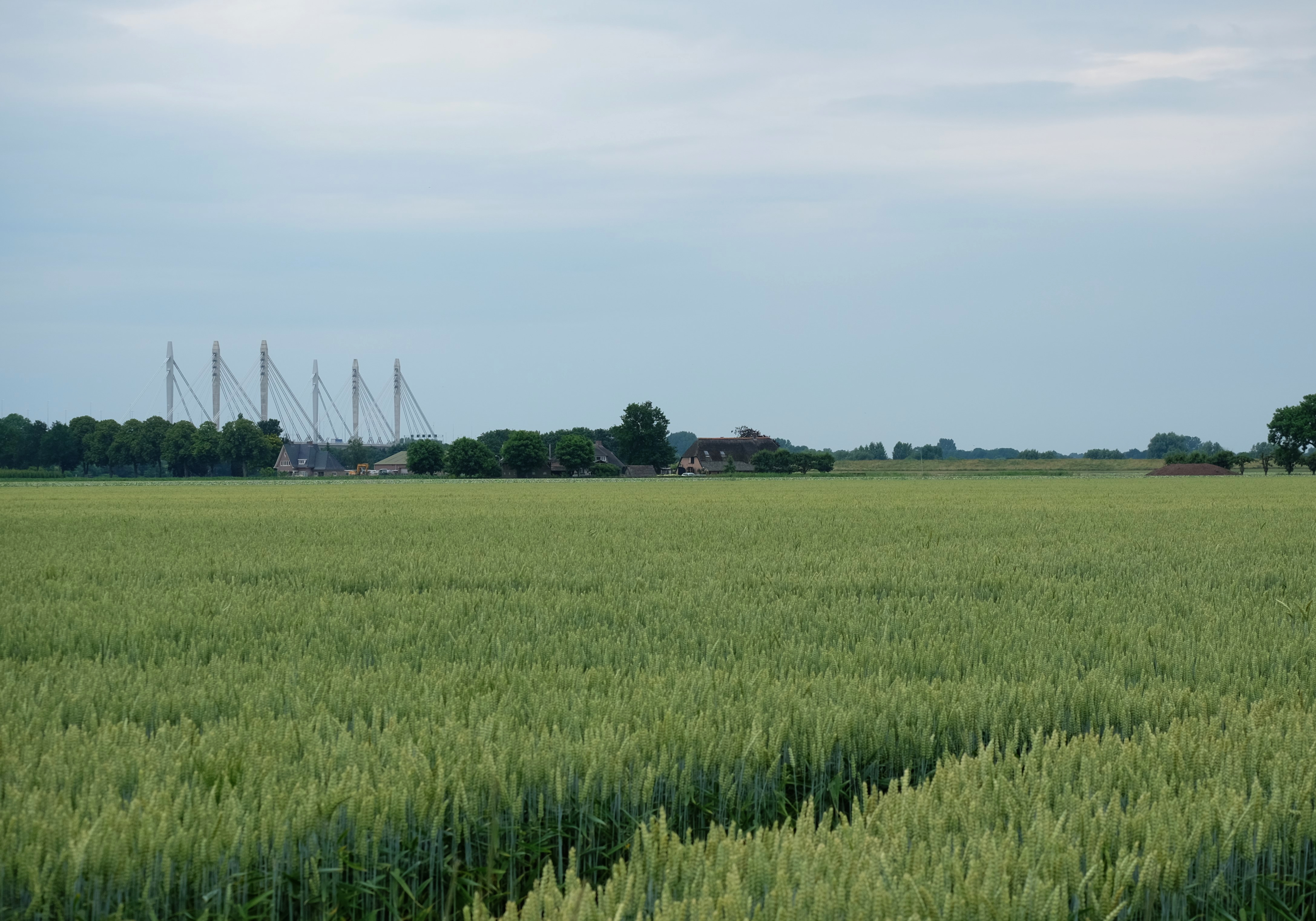
Akkerlanden en de Tacitusbrug (Andelst)
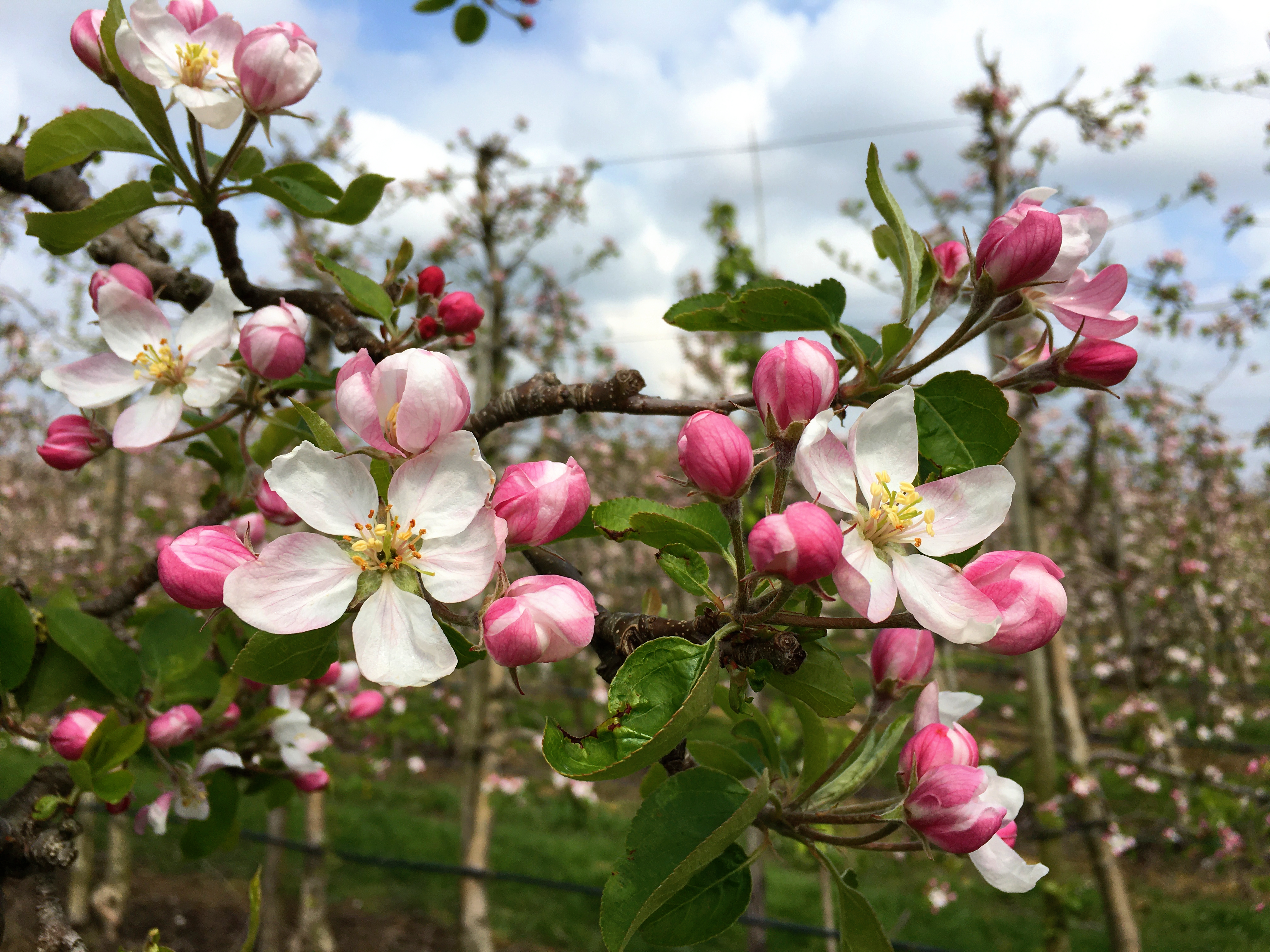
Plantage met eetappels in bloei (Ressen)
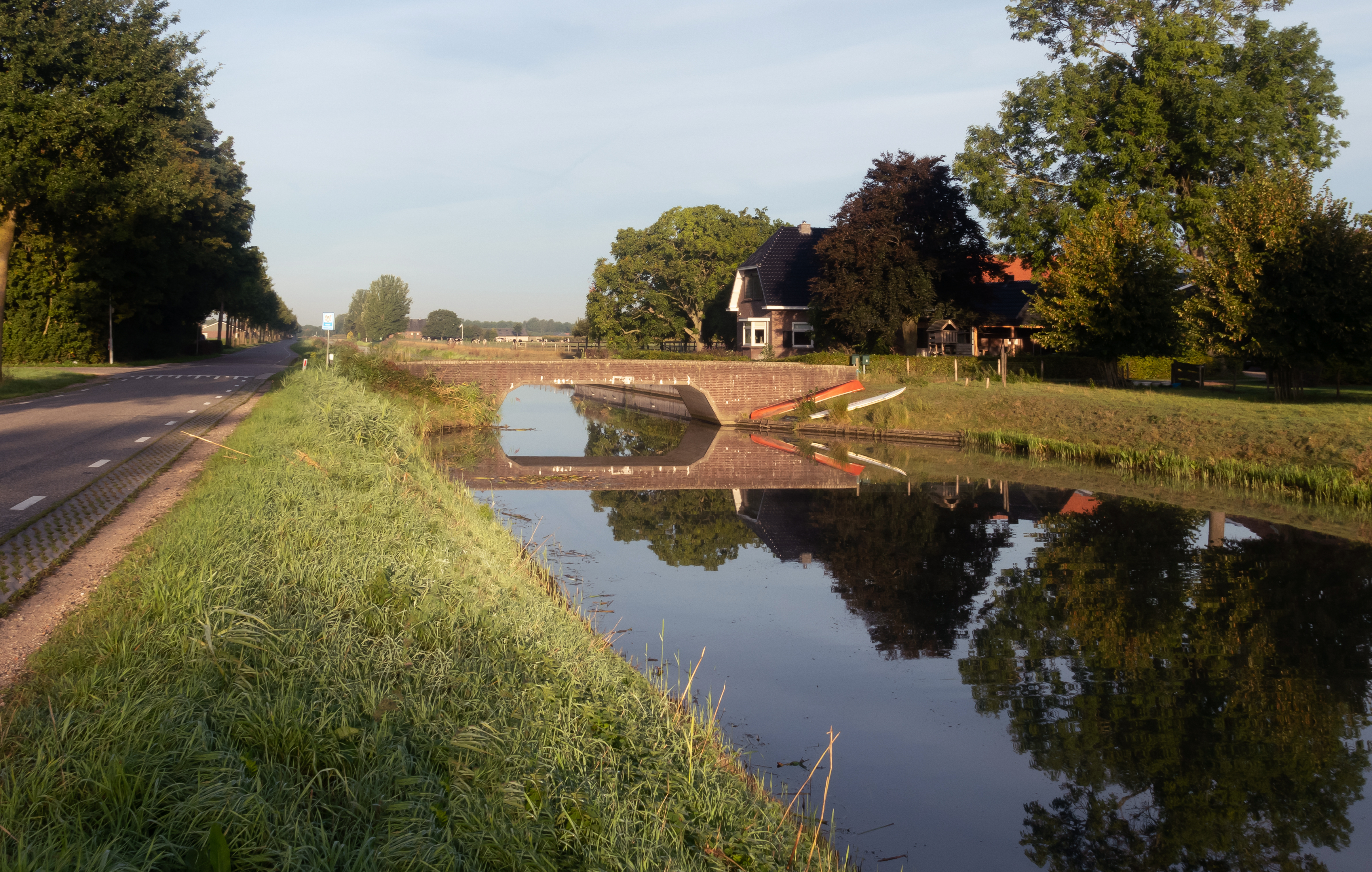
Kano's langs een brug over de Linge (Zetten)
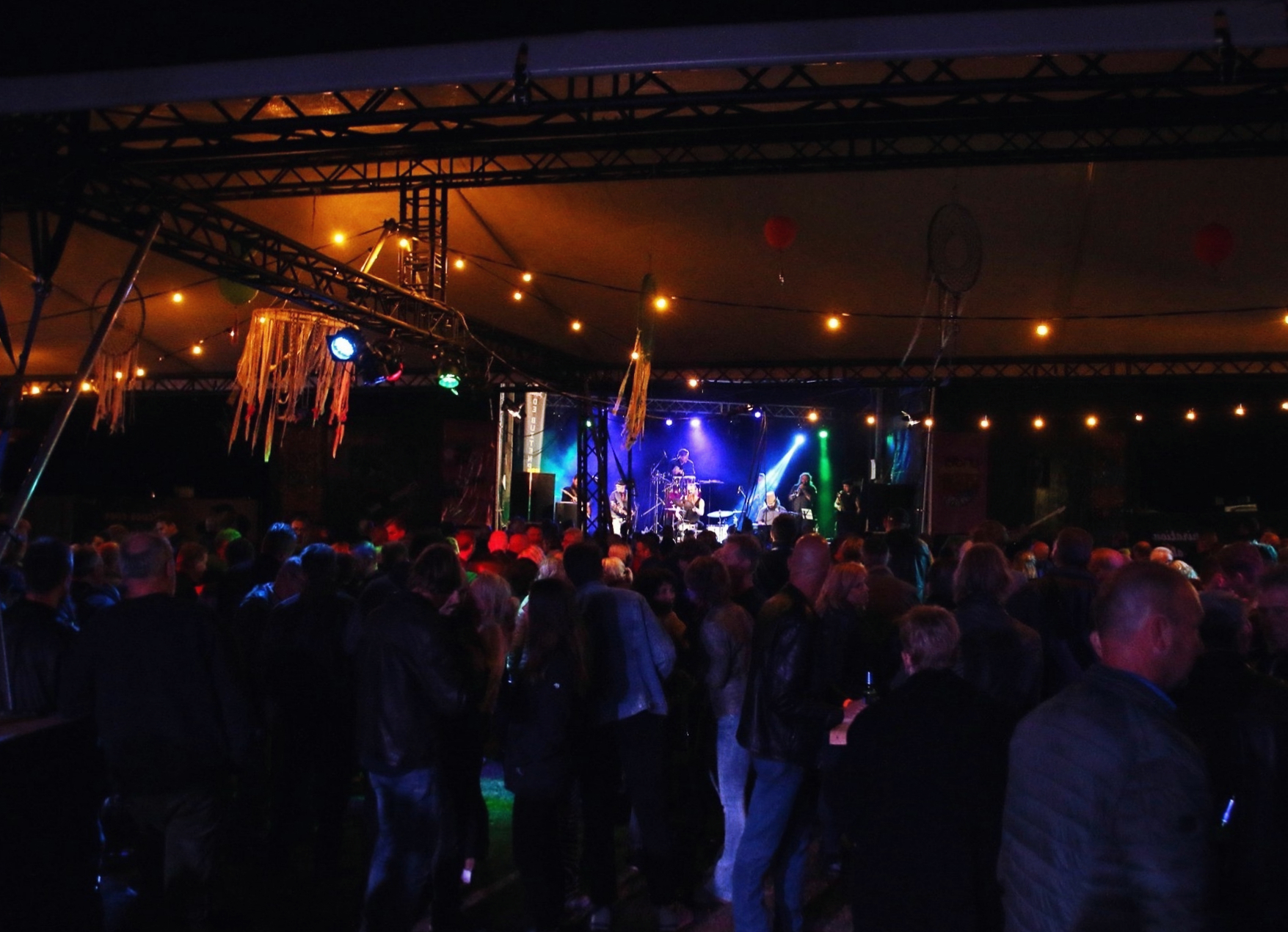
Streekfestival Under The Milky Way (Huissen)
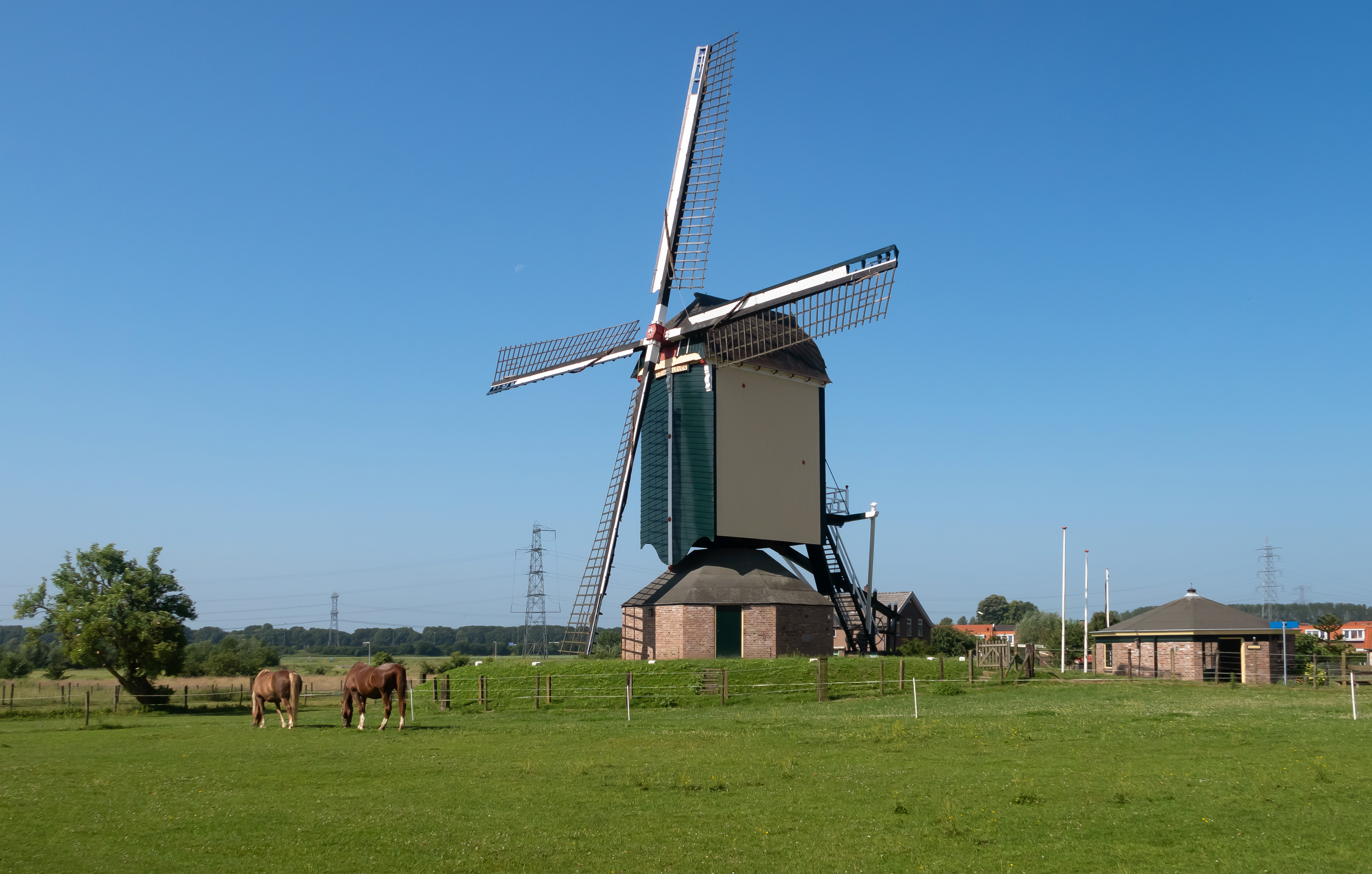
Standerdmolen "Nieuw Leven" (Valburg)
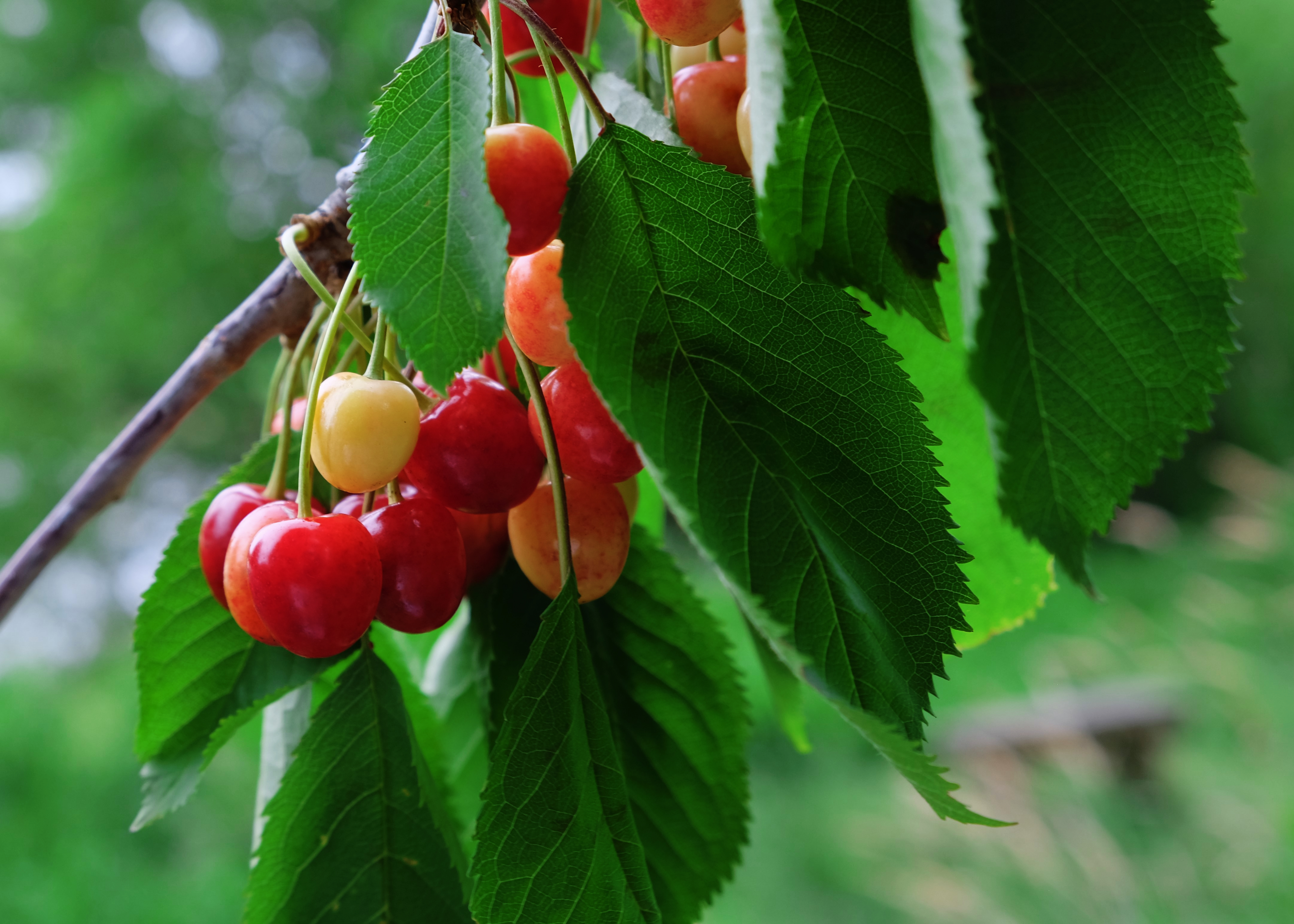
Rijpende kersen in Park Lingezegen (Lent)
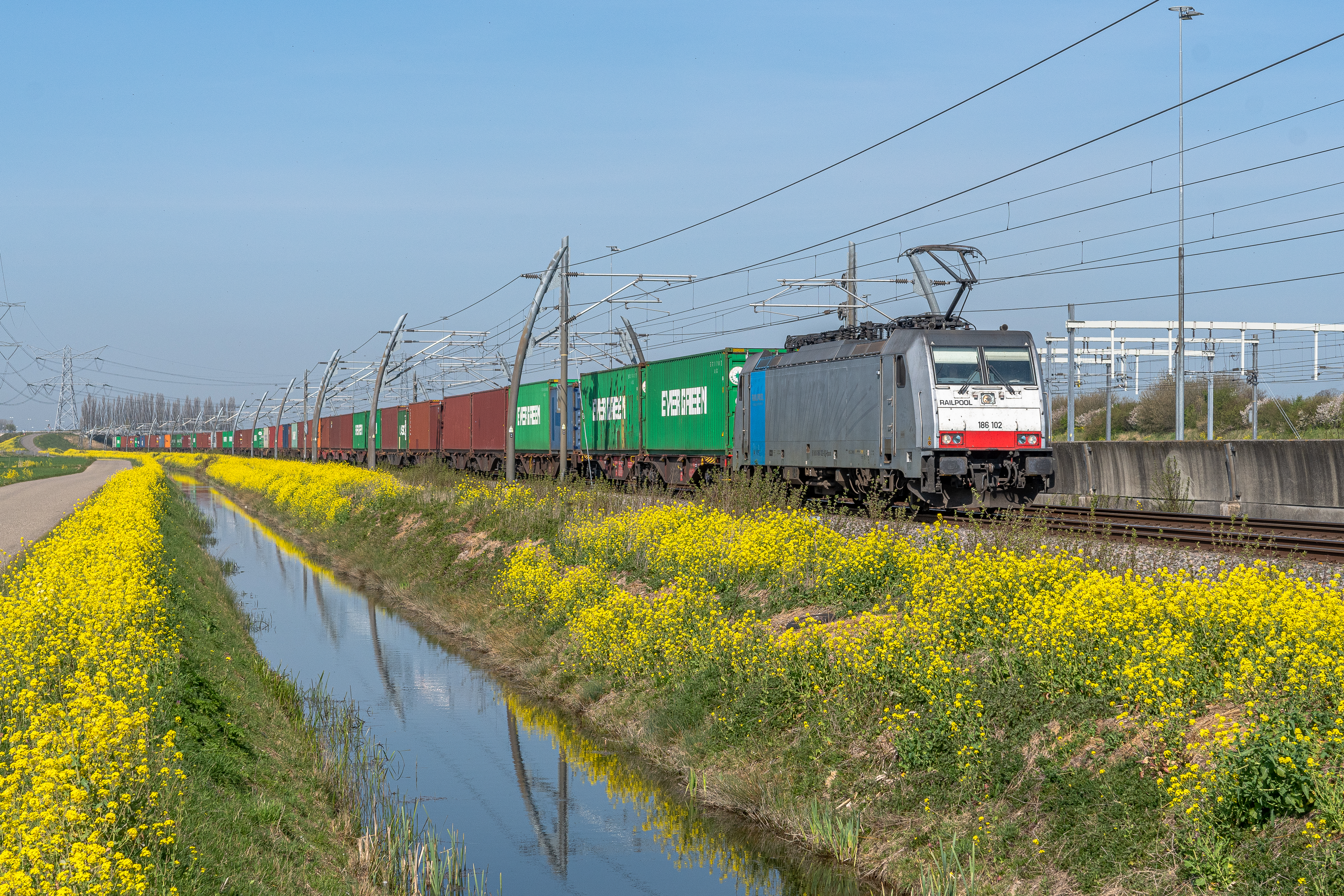
Goederentrein op de Betuweroute (Elst)
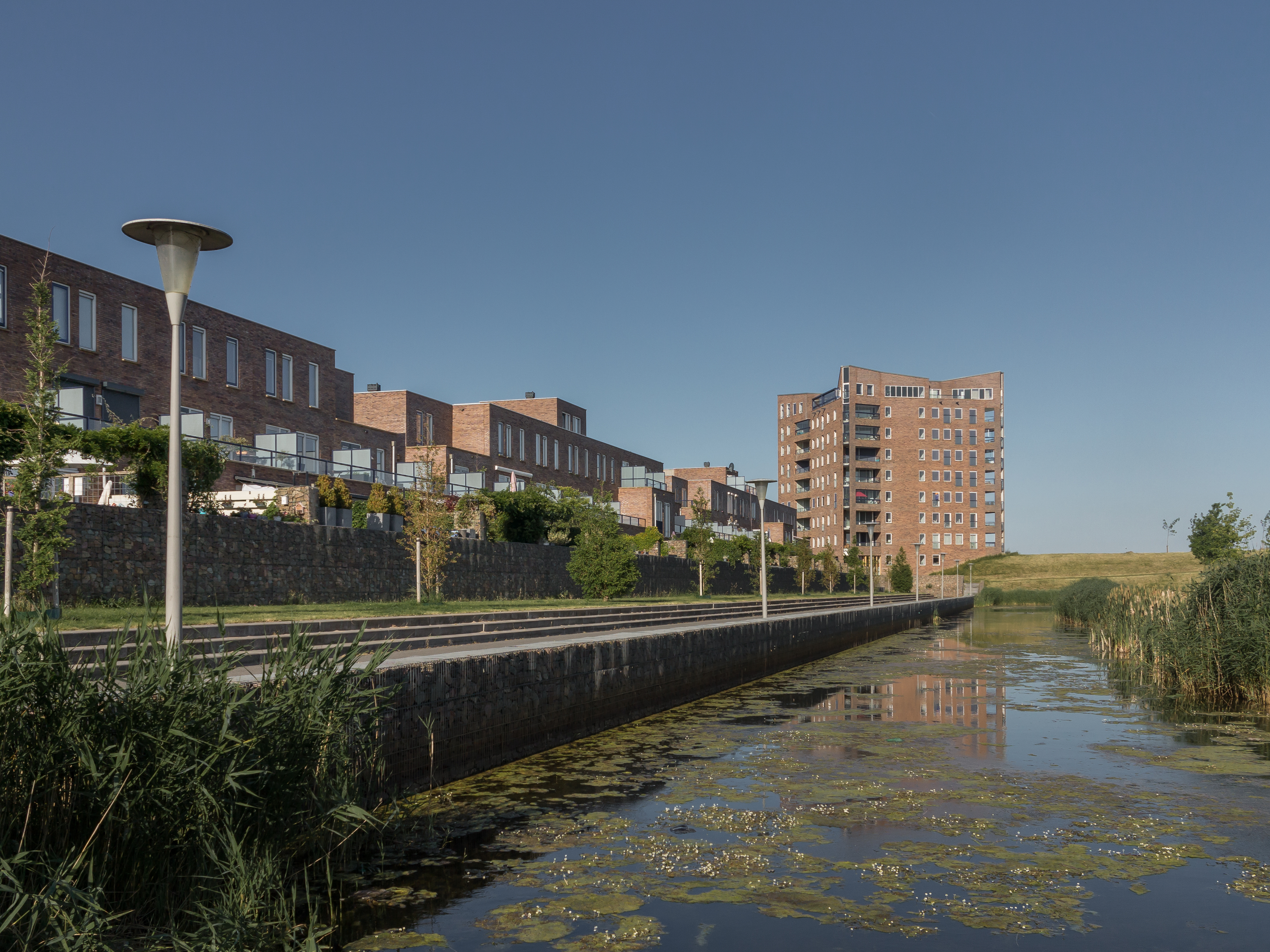
Malburgens Stadseiland (Arnhem-Zuid)
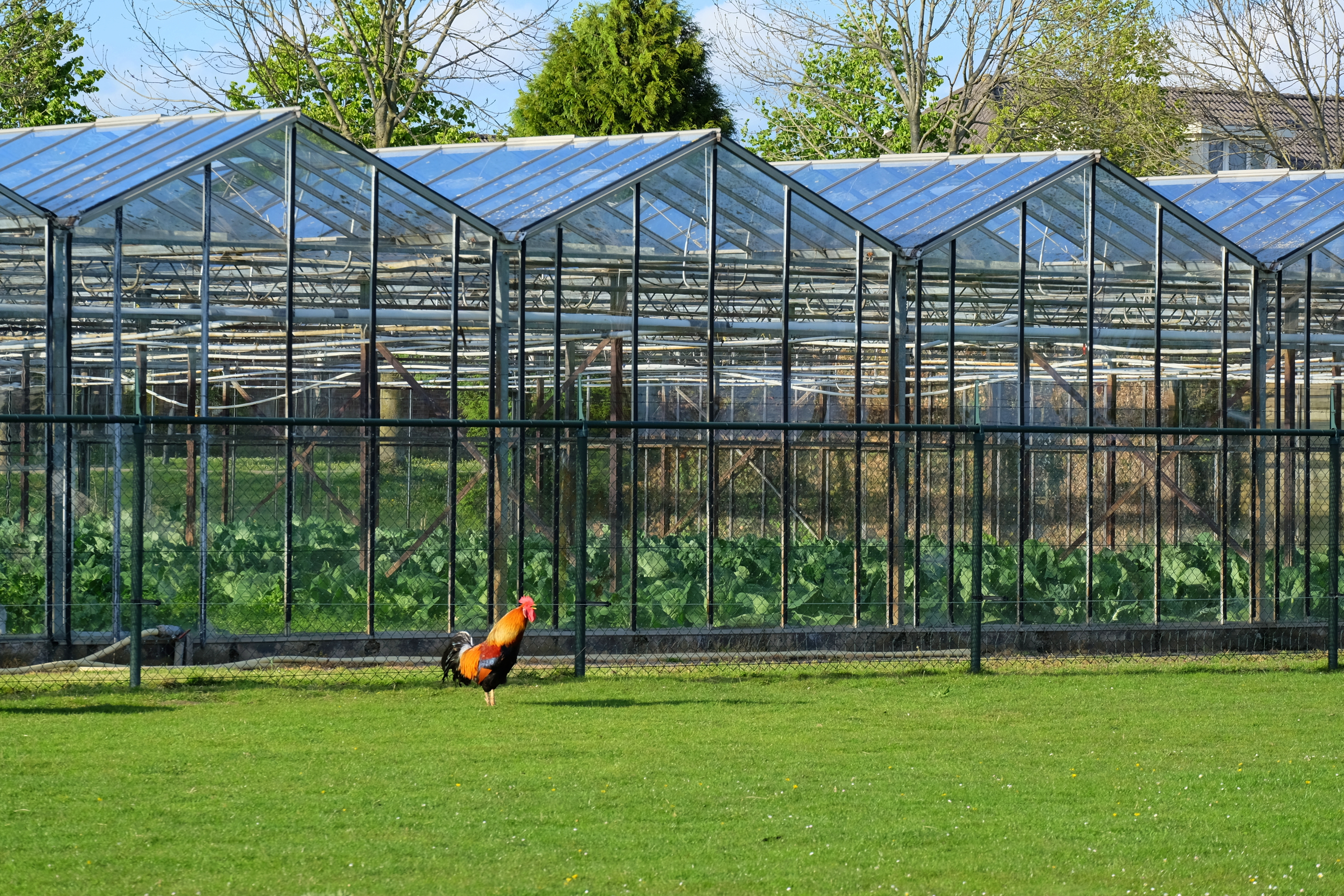
Glastuinbouw en een pluimveeren (Bemmel)
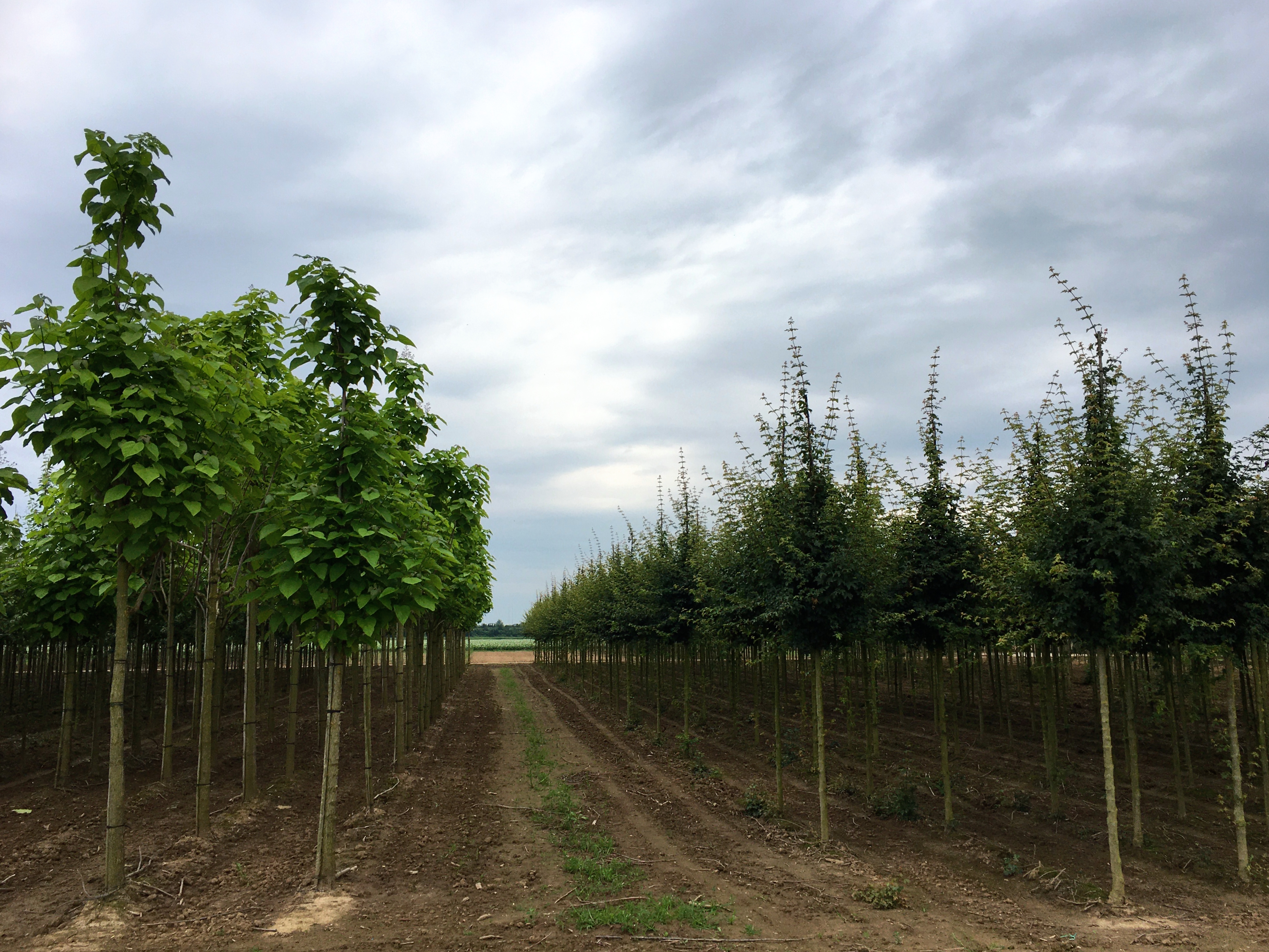
Boomteelt op zware zavelgrond (Herveld)
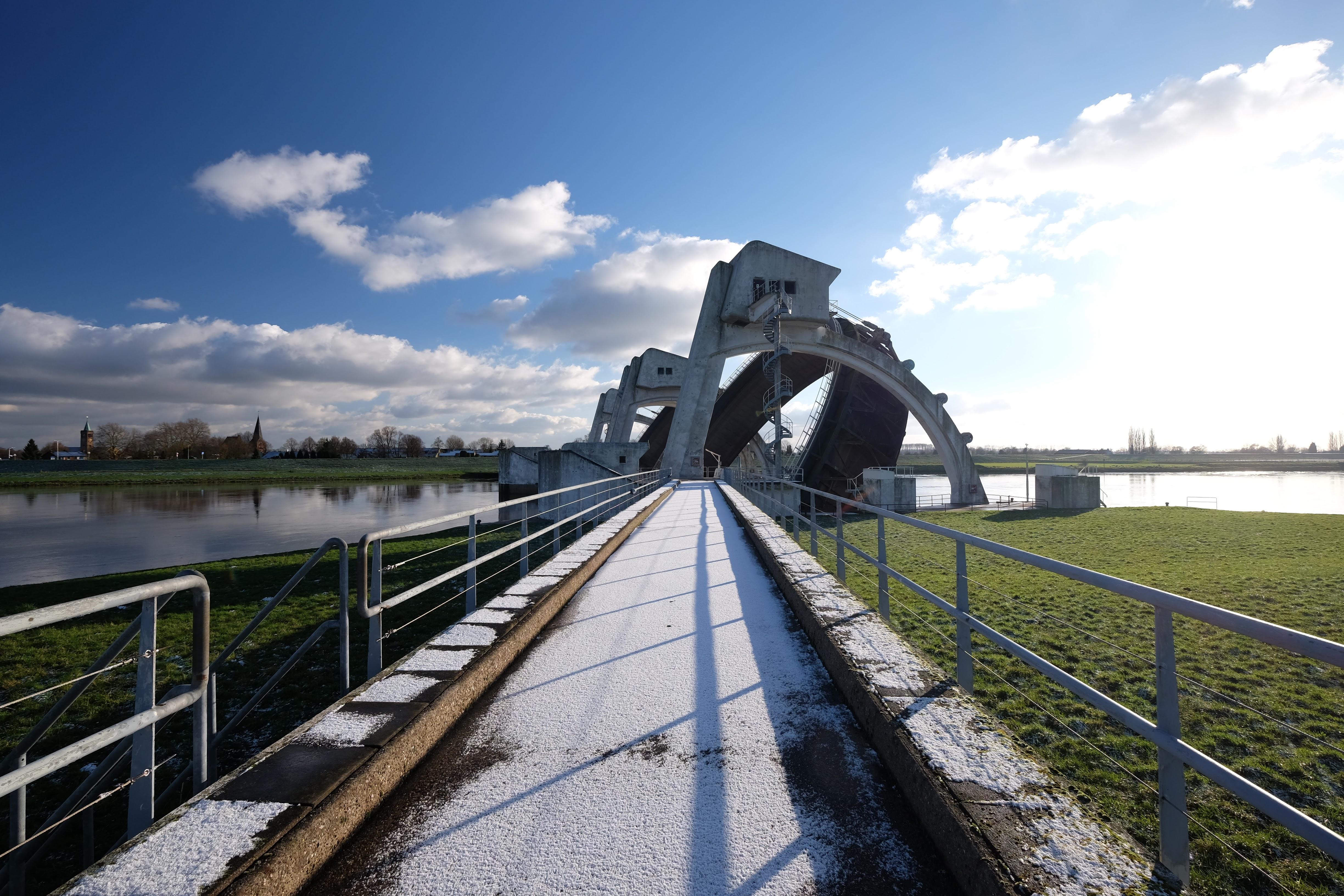
Stuw- en sluizencomplex in de Nederrijn (Driel)
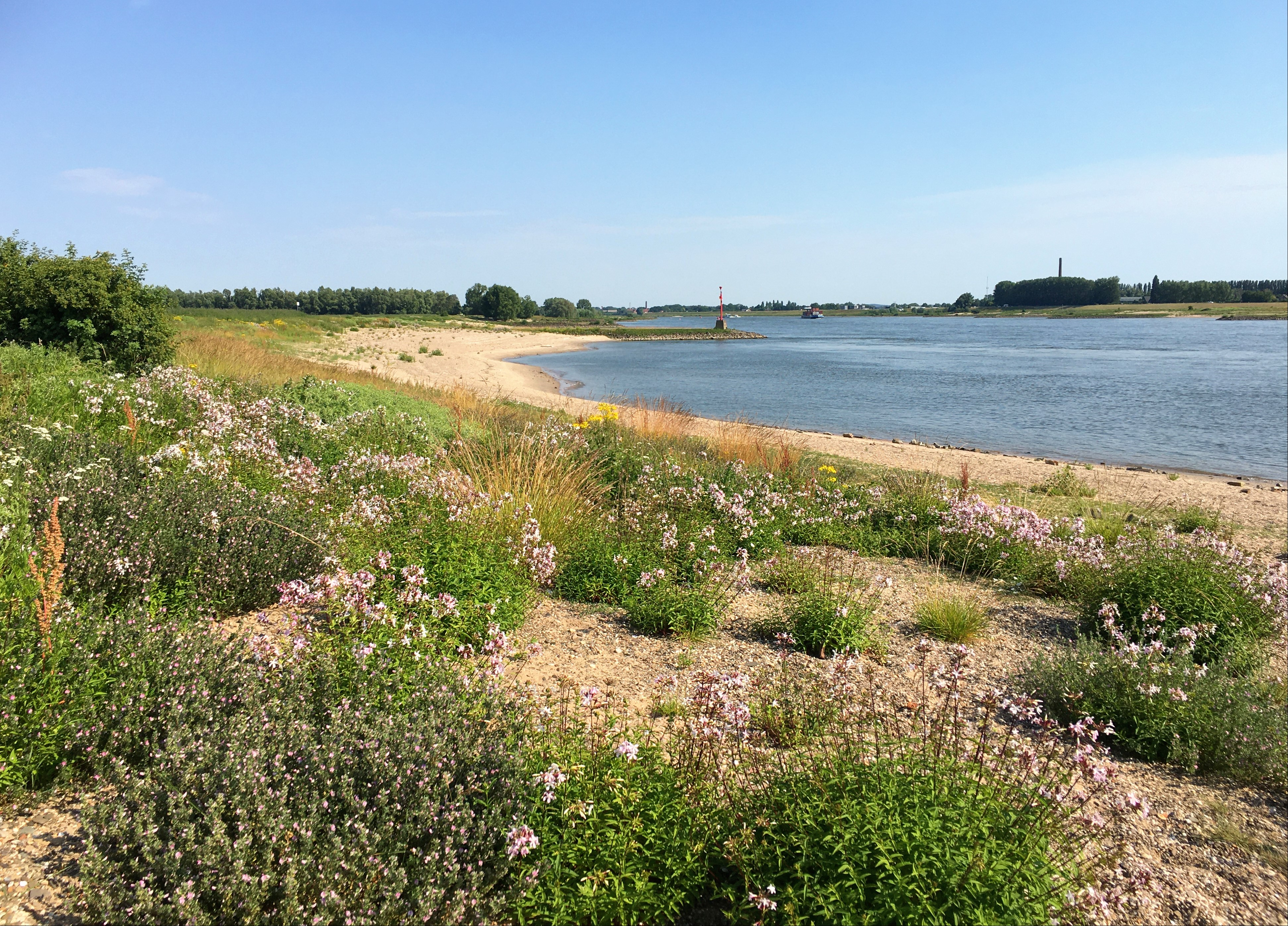
Oever van de Waal in de Gendtse Waard (Gendt)

## Trivia
- Op zondag 8 mei 2016 kwam de 99ste editie van de wielerwedstrijd de Ronde van Italië door de Over-Betuwe. De route kwam door alle vier de gemeentes van de streek.[9]